# Ellen White (voetballer)
Ellen Toni White (Aylesbury, 9 mei 1989) is een Engels voormalig internationaal voetballer. Zij speelde voor o.a. Manchester City WFC als aanvaller in de FA Women's Super League, de hoogste Engelse vrouwenvoetbalcompetitie. Zij is de topscorer aller tijden van het Engelse nationale elftal, waarmee ze deelnam aan de WK's van 2011, 2015 en 2019 en de EK's van 2013, 2017 en 2022. Daarnaast maakte ze in 2012 en 2021 deel uit van de Britse voetbalploeg op de Olympische Zomerspelen.

## Clubcarrière

### Begin
White heeft de interesse voor voetbal van huis uit meegekregen. Ze was acht jaar toen ze werd gescout door Arsenal, waar zij tot haar zestiende bleef voetballen. Vervolgens was White drie opeenvolgende seizoenen de topscorer van Chelsea, waarna zij in juni 2008 de overstap maakte naar Leeds Carnegie. Kort daarop liep ze een langdurige kruisbandblessure op. In februari 2010 versloeg Leeds, mede dankzij twee doelpunten van White, tegenstander Everton in de finale van de FA Women's Premier League Cup.

### Arsenal
In juli 2010 keerde White na vijf jaar weer terug bij Arsenal, nadat Leeds Carnegie uit elkaar was gevallen als gevolg van financiële problemen. In 2011 won Arsenal de Super League, de FA Cup en bereikte het de halve finales van de Champions League. Hieraan droeg White bij met veertien doelpunten, waaronder een hattrick in de halve finales van de FA Cup tegen London Bees. In 2012 werd Arsenal opnieuw kampioen, ditmaal ongeslagen. White scoorde drie competitietreffers. In de FA Cup scoorde White in de achtste finales en kwartfinales, maar kwam ze niet in actie toen Arsenal in de halve finales werd uitgeschakeld door Chelsea. Ook in de Champions League werd Arsenal in de halve finales uitgeschakeld, door 1. FFC Frankfurt. In 2013 eindigde Arsenal als derde in de Women's Super League, maar won het de FA Cup, mede dankzij treffers van White in de kwartfinale, halve finale en de finale tegen Bristol City. Opnieuw bereikte Arsenal de halve finales van de Champions League. In 2011, 2012 en 2013 won Arsenal de League Cup.

### Notts County
Eind 2013 tekende White bij Notts County. In april 2014 liep zij wederom een kruisbandblessure op, die voor haar het einde van het Super League-seizoen betekende. In 2015 keerde ze terug. In veertien competitiewedstrijden scoorde ze driemaal en Notts County eindigde op de vijfde plaats in de Super League. In 2016 scoorde White drie keer in tien competitiewedstrijden en eindigde Notts County op de zesde plaats in de Super League. Enkele maanden na White's vertrek bij Notts County hield de club op te bestaan.

### Birmingham City
Nadat haar contract bij Notts County in 2017 afliep, stapte White over naar Birmingham City. In de halve competitie van de Super League in 2017 scoorde zij twee keer in vier wedstrijden. Birmingham City eindigde als zevende. Door in de halve finale van de FA Cup van 2017 een strafschop tegen Chelsea te benutten, schoot zij haar ploeg naar de finale van het toernooi. Die finale ging verloren van Manchester City. In het competitieseizoen 2017/18 maakte White vijftien doelpunten in veertien wedstrijden, waarmee zij topscorer werd. Zij werd in maart ook benoemd tot Speelster van de Maand in de competitie en werd later ook benoemd tot Speelster van het Seizoen. Birmingham City eindigde als vijfde. In het daaropvolgende competitieseizoen scoorde zes keer in acht wedstrijden en eindigde Birmingham City als vierde.

### Manchester City
In mei 2019 tekende White een contract bij Manchester City. Door een knieblessure moest ze het eerste deel van het seizoen 2019/20 missen, maar op 27 oktober 2019 debuteerde ze namens Manchester City tegen Arsenal (1–0 nederlaag). Ook White's eerste internationale wedstrijd namens Manchester City, tegen Atlético Madrid in de Champions League, ging verloren. In de League Cup tegen haar voormalige ploeg Birmingham City maakte White haar eerste doelpunt voor Manchester City. Het competitieseizoen 2019/20 werd vroegtijdig beëindigd wegens de coronacrisis. White scoorde zes keer in twaalf wedstrijden en Manchester City eindigde als tweede op basis van punten per wedstrijd. Op 29 augustus 2021 had White een invalbeurt in de verloren Community Shield tegen Chelsea. Op 1 november 2020 won Manchester City de finale van de FA Cup na een verlenging van Everton.
Op 7 november 2020 werd White slechts de tweede speler ooit die vijftig doelpunten in de Super League maakte. Op 7 februari 2021 maakte zij haar 55ste doelpunt in de Super League, waarmee ze Vivianne Miedema passeerde als de topscorer aller tijden op het hoogste niveau van Engeland. In het seizoen 2020/21 eindigde Manchester City in de competitie als tweede, met 10 doelpunten in 22 wedstrijden van White. In de FA Cup werd Manchester City in de halve finales tegen Chelsea uitgeschakeld en in de Champions League scoorde White drie keer in zes wedstrijden en werd Manchester City in de kwartfinales door FC Barcelona uitgeschakeld. In mei 2021 verlengde White haar contract bij Manchester City tot medio 2023. In het seizoen 2021/22 eindigde Manchester City als derde in de Super League, waarin White 4 doelpunten maakte in 22 wedstrijden. In de halve finales van de FA Cup tegen West Ham United scoorde White, maar de finale ging verloren tegen Chelsea. De finale van de League Cup werd op 5 maart 2022 wel tegen Chelsea gewonnen. White zorgde voor de 2–1 bij een 3–1 zege. In de Champions League werd Manchester City in de kwalificatiefase uitgeschakeld door Real Madrid.

## Clubstatistieken
| Seizoen        | Club            | Competitie     | Competitie | Competitie | Beker | Beker | Internationaal | Internationaal | Supercup | Supercup | Totaal | Totaal |
| Seizoen        | Club            | Competitie     | Wed.       | Dlp.       | Wed.  | Dlp.  | Wed.           | Dlp.           | Wed.     | Dlp.     | Wed.   | Dlp.   |
| -------------- | --------------- | -------------- | ---------- | ---------- | ----- | ----- | -------------- | -------------- | -------- | -------- | ------ | ------ |
| 2011           | Arsenal WFC     | Super League   | 13         | 6          | 4     | 5     | 8              | 3              | —        | —        | 25     | 14     |
| 2012           | Arsenal WFC     | Super League   | 10         | 3          | 5     | 3     | 8              | 2              | —        | —        | 23     | 8      |
| 2013           | Arsenal WFC     | Super League   | 14         | 2          | 5     | 5     | 12             | 3              | —        | —        | 31     | 10     |
| Clubtotaal     | Clubtotaal      | Clubtotaal     | 37         | 11         | 14    | 13    | 28             | 8              | 0        | 0        | 79     | 32     |
| 2014           | Notts County    | Super League   | 0          | 0          | 0     | 0     | —              | —              | —        | —        | 0      | 0      |
| 2015           | Notts County    | Super League   | 14         | 3          | 7     | 6     | —              | —              | —        | —        | 21     | 9      |
| 2016           | Notts County    | Super League   | 10         | 3          | 2     | 2     | —              | —              | —        | —        | 12     | 5      |
| Clubtotaal     | Clubtotaal      | Clubtotaal     | 24         | 6          | 9     | 8     | 0              | 0              | 0        | 0        | 33     | 14     |
| 2017           | Birmingham City | Super League   | 4          | 2          | 0     | 0     | —              | —              | —        | —        | 4      | 2      |
| 2017/18        | Birmingham City | Super League   | 14         | 15         | 0     | 0     | —              | —              | —        | —        | 14     | 15     |
| 2018/19        | Birmingham City | Super League   | 8          | 6          | 2     | 0     | —              | —              | —        | —        | 10     | 6      |
| Clubtotaal     | Clubtotaal      | Clubtotaal     | 26         | 23         | 2     | 0     | 0              | 0              | 0        | 0        | 28     | 23     |
| 2019/20        | Manchester City | Super League   | 12         | 6          | 6     | 2     | 1              | 0              | —        | —        | 19     | 8      |
| 2020/21        | Manchester City | Super League   | 22         | 10         | 8     | 2     | 6              | 3              | 1        | 0        | 37     | 15     |
| 2021/22        | Manchester City | Super League   | 22         | 4          | 11    | 6     | 1              | 0              | —        | —        | 34     | 10     |
| Clubtotaal     | Clubtotaal      | Clubtotaal     | 56         | 20         | 25    | 10    | 8              | 3              | 1        | 0        | 90     | 33     |
| Carrièretotaal | Carrièretotaal  | Carrièretotaal | 143        | 60         | 50    | 31    | 36             | 11             | 1        | 0        | 230    | 102    |

## Interlandcarrière

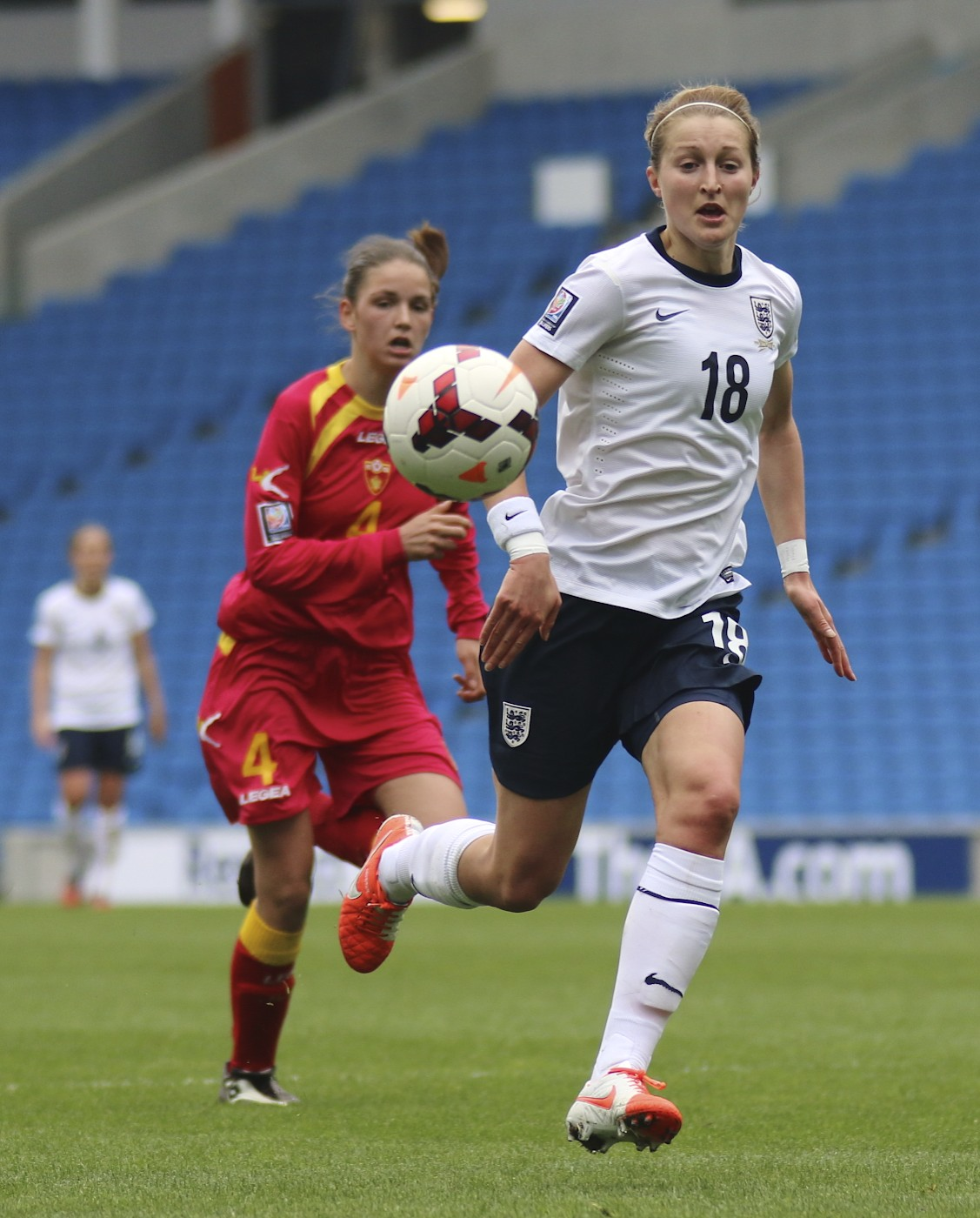
Ellen White in 2014, tijdens een wedstrijd tegen Montenegro

### Engeland
White heeft gespeeld voor Engeland –17, –19, –20 en –23. Ze kwam voor het eerst uit voor het Engelse nationale elftal in maart 2010, in een wedstrijd tegen de vrouwen van Oostenrijk. Door haar doelpunt in de laatste minuut bracht White de eindscore op een winnende 3–0. White werd door Hope Powell geselecteerd voor het WK 2011. In de groepsfase scoorde zij tegen Japan, dat uiteindelijk met de wereldbeker naar huis ging. In de kwartfinales werd Engeland uitgeschakeld door Frankrijk. White maakte eveneens deel uit van de Engelse selectie op het EK van 2013. White startte op dat toernooi in elke wedstrijd, maar Engeland wist niet verder te komen dan de groepsfase.
Na een langdurige blessure werd White door Mark Sampson ook geselecteerd voor het WK 2015. White was niet trefzeker op het toernooi, maar Engeland eindigde als derde op het toernooi. Uiteindelijk bleef White 2,5 jaar zonder doelpunt voor het nationale elftal, totdat ze in juni 2016 scoorde tegen Servië in de EK-kwalificatie. Ze werd geselecteerd voor de eindronde in 2017, waarin ze scoorde tegen Schotland. In de halve finales werd Engeland uitgeschakeld door Nederland. In 2018 werd White topscorer van de SheBelieves Cup, waarop Engeland als tweede eindigde, dankzij haar twee treffers tegen Duitsland. De daaropvolgende editie van het toernooi in 2019 werd gewonnen door Engeland. White scoorde in een zege tegen Brazilië.
Phil Neville selecteerde White voor het WK van 2019, waarop White zesmaal scoorde: drie keer in de groepsfase, één keer in de achtste finale tegen Kameroen, één keer in de kwartfinale tegen Noorwegen en één keer in de halve finale tegen de VS, hetgeen haar gedeeld topscorer maakte van het toernooi en haar de Bronzen Schoen opleverde. Engeland eindigde het toernooi als vierde. Op 9 november 2019 scoorde White in een oefenwedstrijd tegen Duitsland, die bezocht werd door 70.584 toeschouwers, een record voor een thuiswedstrijd van de Lionesses. Toch verloor Engeland de wedstrijd. Op 27 november 2021 maakte White het enige doelpunt in haar honderdste interland, de WK-kwalificatiewedstrijd tegen Oostenrijk. Drie dagen later maakte zij een hattrick in een 20–0 zege tegen Letland in de WK-kwalificatie, de grootste overwinning ooit van Engeland. Hiermee scoorde zij haar 48ste doelpunt voor het nationale elftal en werd ze topscorer aller tijden ten koste van Kelly Smith.
White werd door Sarina Wiegman geselecteerd voor het EK 2022 in eigen land.

### Groot-Brittannië
In 2012 werd Ellen White geselecteerd voor het Britse voetbalelftal op de Olympische Zomerspelen in eigen land. Het team strandde in de kwartfinale na met 0–2 te hebben verloren van Canada. White kwam in elke wedstrijd in actie. Groot-Brittannië nam opnieuw deel aan de Olymische Zomerspelen in 2021. White scoorde drie keer in de groepsfase en een hattrick in de kwartfinales, maar dat was niet genoeg om uitschakeling in de kwartfinales tegen Australië te voorkomen.
1 Earps ·
2 Bronze ·
3 Daly ·
4 Walsh ·
5 Greenwood ·
6 Bright ·
7 Mead ·
8 Williamson ·
9 White ·
10 Stanway ·
11 Hemp ·
12 Carter ·
13 Hampton ·
14 Kirby ·
15 Stokes ·
16 Scott ·
17 Parris ·
18 Kelly ·
19 England ·
20 Toone ·
21 Roebuck ·
22 Wubben-Moy ·
23 Russo ·
Coach: Wiegman